# Relief petrografic
Complexul reliefului petrografic este constituit din totalitatea formelor de relief a căror geneză, evoluție și aspect exterior sunt condiționate predominant de natura rocilor pe care acestea se dezvoltă.
Influența rocilor asupra reliefului se evidențiază prin proprietățile lor fizice și chimice (duritate, permeabilitate, solubilitate), în raport cu eroziunea.

## Relieful granitic
Acest tip de relief apare pe granite dar și pe alte roci care se comportă asemănător față de agenții modelatori, cum sunt: granulitele, dioritele, sienitele și unele șisturi cristaline. Granitul rămâne însă roca specifică pe care se modelează formele tipice ale acestui relief. Fiind o rocă eruptivă de adâncime, holocristalină, granitul este dur dacă nu prezintă fisuri, și compact. Datorita rigidității sale, masa granitului se fisurează în timpul mișcărilor tectonice, când este supusă la presiuni mari. Deși este impermeabil ca rocă, din cauza rețelei de fisuri, capătă un anumit grad de permeabilitate. Din cauza eterogenității mineralogice (cuarț, feldspat și mică), granitul este supus mai ușor dezagregării și alterării. Când este supus amplitudinilor termice importante (răciri și încălziri bruște și repetate) se dezagregă. Granitul în schimb rezistă foarte mult la acțiunea de eroziune exercitată de apele curgătoare. Alături de acțiunea climei, o importanță deosebită o prezintă în evoluția morfologiei granitice, altitudinea reliefului. Relieful granitic tipic, se dezvoltă în special în regiunile cu altitudini joase, unde întâlnim predominant forme mamelonare, din care răsar (mai ales în regiunile cu climă tropicală) accidente de teren reprezentate prin blocuri, îngrămădiri haotice de bolovani, căpățâni de zahăr. La altitudini mari se detașează unele aspecte distincte, constituind relieful granitic de munți înalți. Acesta se înscrie prin forme piramidale, creste zimțate, coloane uriașe, blocuri ascuțite. În privința răspândirii, relieful granitic este cunoscut bine în Europa: Munții Jura, Masivul Central Francez, Munții Vosgi, Munții Pădurea Neagră. În România este parțial întâlnit în Munții Apuseni, în zonele granitice din Carpații Meridionali și Orientali, în care predomină distrugerea rocilor ca rezultat al gelivației, și un alt gen specific zonei hercinice a Dobrogei, care reprezintă un relief peneplenizat.

### Forme de relief granitic
Datorită proprietăților fizice și chimice și a condițiilor specifice de modelare, în granit se conturează următoarele forme: 

#### Arena granitică
Arena granitică apare în climatele calde și în cele temperate. Ea rezultă ca urmare a dezagregării, fiind o pătură groasă de materiale colțuroase și în general mărunte, care se desfășoară ca o poală ce acoperă baza versanților protejând roca. Umiditatea excesivă permite aici instalarea turbăriilor, arena granitică funcționând ca un sol poros, care se saturează de apă tocmai ca un burete. O dată formată, arena granitică este supusă procesului de alterare chimică, transformându-se treptat în argilă fină de tipul caolinului. Rețeaua de văi este mai puțin densă. Prezența fisurilor permite infiltrarea apei, reducând într-o măsură apreciabilă drenajul de suprafață. Râurile creează văi adânci cu versanți de formă convexă. Văile au frecvent doar albie minoră propriu-zisă, lunca fiind puțin dezvoltată. 

#### Căpățânile de zahăr
Căpățânile de zahăr au forma de „cupolă”, cu înălțimi de câteva sute de metri (100-300 m). Se dezvoltă în condițiile climatului tropical cu două anotimpuri: unul cald și uscat, care contribuie la descompunerea rocii granitice și altul umed, care ușurează transportul materialului dezagregat prin intermediul apelor. Căpățânile de zahăr apar în peisajul geomorfologic al unor regiuni, cum sunt Guyana Franceză, Sudan, India, Madagascar. 

#### Taffonii
Taffoni – sunt niște excavații semisferice (scobituri), ale căror diametre ating uneori câțiva metri. Aceste forme se întâlnesc pe pante puternice, unde roca este dezvelită. Pot fi văzuți în Antile, Corsica, Sardinia. Se formează în climatele cu două anotimpuri: cald și secetos (predomină dezagregarea) și cel umed (predomină alterarea). În regiunile montane înalte, în condițiile unui climat de tip periglaciar sau crionival, apar forme cu aspect ascuțit, cum sunt creste înguste și adânc ferăstruite, vârfuri de tip piramidal, ace, blocuri în poziție de suspendare, îngrămădiri de blocuri. Uneori se observă blocuri care stau în poziție verticală, având forme ascuțite și nu prea înalte, care seamănă cu siluetele unor oameni, motiv pentru care au fost denumite jandarmi. Aceste forme sunt frecvente și pe andezite (de ex în Ignis), șisturi cristaline, gneissuri.

## Relieful dezvoltat pe gresii si conglomerate
Ambele roci au masa alcătuită din elemente sau particule cimentate. Gresiile sunt formate din granule de nisip, care prezintă o compoziție granulometrică relativ omogenă; se distribuie în strate cu grosimi și durități variabile. Conglomeratele formează un ansamblu cimentat alcătuit din particule de dimensiuni diferite, în special din pietrișuri sau galeți, iar alteori din blocuri. În funcție de natura cimentului există gresii calcaroase, silicioase, argiloase, glauconitice. Tipul de ciment poate imprima gresiei un grad mai mare sau mai mic de impermeabilitate. De exemplu, gradul cel mai ridicat de impermeabilitate îl prezintă gresia silicioasă, materialul constituent determinându-i masivitatea. În România, morfologia axată pe gresii este specifică zonei flișului cretacic și paleogen (gresiile de Kliwa și Tarcău). Tot în zona flișului, conglomeratele se înscriu prin forme semețe și o morfologie pseudocarstică. Un relief specific se întâlnește în Ceahlău, Ciucaș, Bucegi.

### Forme de relief dezvoltate pe gresii
Când gresiile sunt dure și intens diaclazate (cu crăpături), apar forme cu aspect semeț, unde există un grad de fragmentare accentuat și pante mari. Pe gresiile argiloase, formele de relief apar mai șterse, versanții prezentând pante mai mici. Datorită permeabilității gresiilor, rețeaua de văi este în general rară, cu excepția gresiilor dure. Văile prezintă în profil longitudinal și transversal rupturi de pantă și respectiv umeri. Unde se interpun în alternanță bancuri mai dure, se pot forma polițe sau trepte locale. Gresiile silicioase, cum sunt cele de Kliwa din Carpații Orientali, determină văi cu aspect de chei. Dacă gresia este dură, dar permeabilă, pe ea se dezvoltă un relief masiv ce se apropie ca înfățișare de cel granitic, evoluând pe calea dezagregării fizice. La baza versanților are loc o acumulare de depozite nisipo-argiloase, alcătuind o trenă sau un tăpșan. În alte condiții se depun grohotișuri. 
Gresiile cu elemente sau ciment de natură calcaroasă, permit apariția unor forme pseudocarstice (lapiezuri slab dezvoltate, doline, chei, grote). 
Gresiile argiloase și marnoase pot da alunecări de teren, organisme torențiale.

### Forme de relief dezvoltate pe conglomerate
Conglomeratele alcătuite din elemente cristaline, puternic cimentate, fiind rezistente la eroziune, creează un relief impunător, cu versanți abrupți, profiluri ascuțite. În condițiile climatului umed are loc o dezagregare intensă a acestei roci. 
Conglomeratele cu ciment calcaros sau elemente calcaroase pot forma un pseudocarst reprezentat prin lapiezuri, doline, chei. Dacă conglomeratele sunt puțin argiloase, datorită șiroirii apar badlands-uri. Când un bloc de rocă mai dură protejează masa de materiale mai friabile de dedesubt, se individualizează coloane, stâlpi denumite și piramide de pământ sau coafate.

## Relieful argilos
Argilele rezultă prin cimentarea sau consolidarea pelitelor, adică a unui material cu granulație foarte fină, mai mici de 2µ. Există mai multe argile, în funcție de constituția lor mineralogică. Cele mai sărace în silice formează caolinitul, iar cele mai bogate în silice poartă denumirea de montmorillonite. Între ele exista un tip intermediar numit illit. Argila în stare uscată este foarte avidă de apă. Când este saturată cu apă devine impermeabilă, iar prin gonflare își mărește volumul, devine plastică și alunecă pe pantă. Deci, înmagazinarea unei cantități de apă sau pierderea ei prin evaporare determină importante variații de volum. La un grad foarte ridicat de îmbibare cu apă, argila capătă caracter semifluid. La uscare accentuată, argila poate ajunge până la stricarea coeziunii particulelor componente, fiind ușor pulverizată de vânt. 
Condițiile climatice își imprimă în mod diferențiat amprenta. Astfel în climatele temperate sunt prezente ravenele, ogașele, torenții și multe tipuri de alunecări. În climatul subpolar, modelarea argilelor se face predominant prin procesul de solifluxiune. În România morfologia dezvoltată pe argile este prezentă în numeroase unități cum sunt: Podișul Sucevei, Podișul Central Moldovenesc, Câmpia Moldovei, Colinele Tutovei, Câmpia Transilvaniei și Podișul Târnavelor, zona montană a flișului, zona subcarpatică.

### Forme de relief pe argilă
Una din trăsăturile de bază ale acestui tip de relief este dată de rețeaua hidrografică, care prezintă văi largi, marcate frecvent de mlaștini care uneori întrerup firul apei. Versanții prezintă pante de obicei mici și foarte mici, interfluviile având aspect rotunjit și plat. Scurgerea apei provenită din precipitațiile atmosferice se face repede, datorită comportării argilelor ca roci impermeabile, atunci când ele ajung la saturație. Se dezvoltă intens eroziunea lineară, în primul rând acolo unde lipsește pătura vegetală. Apar ravene și ogașe, care evoluează repede către organisme torențiale. În zonele cu climat subdeșertic și mediteraneean, dezvoltarea ravenelor este foarte intensă; ele se ramifică puternic, formând excavații în labirint, foarte dese și destul de adânci, de la câțiva metri, uneori până la câțiva zeci de metri și separate între ele prin creste înguste. Aceste forme de relief sunt cunoscute sub numele de bad-lands –uri (pământuri rele), foarte dezvoltate în statul Dakota (S.U.A), de unde au primit denumirea. Trăsătura cea mai caracteristică a morfologiei dezvoltată pe argile este dată de alunecările de teren.

#### Alunecările de teren
Alunecările produc importante degradări de terenuri, distrugerea unor căi de comunicație. Societatea omenească poate interveni în procesul genezei și evoluției alunecărilor de teren, cu scopul prevenirii, încetinirii sau opririi declanșării acestora. În acest sens se pot delimita două categorii de măsuri: preventive și curative sau de ameliorare. 
Măsurile preventive urmăresc preîntâmpinarea producerii alunecărilor. Dintre acestea cităm: menținerea învelișului vegetal pe versanții înclinați; raționalizarea pășunatului sau interzicerea acestuia pe pantele care indică alunecări în pregătire; practicarea arăturilor în sensul curbelor de nivel; uscarea argilei prin drenări de suprafață și subterane, prin intermediul cărora apa să fie evacuată în afara regiunii cu potențial de alunecare; modificarea naturii argilelor, prin injectări cu diferiți lianți. 
Măsuri curative se aplică în situațiile când alunecările s-au declanșat și acțiunea lor trebuie limitată sau împiedicată. Ca primă măsură se impune captarea surselor de umezire a argilelor (izvoare, pânze de ape freatice) și dirijarea lor dincolo de perimetrul zonei afectată de alunecări. Printr-o astfel de intervenție, argilele încep să se usuce și procesul de alunecare poate fi oprit. Numai după o asemenea măsură urmează și amplasarea de ziduri sau diguri din beton, care să fie montate cu o talpă cât mai adancă în sol, concomitent cu împădurirea versanților și interzicerea pășunatului.

## Relieful nisipos
Nisipul este o rocă detritică, necimentată, marea mobilitate și permeabilitate fiind proprietățile ei specifice. Nisipurile predominant cuarțifere au o mare mobilitate, pe când cele care conțin minerale diverse, pot forma un fel de liant (nisipuri micacee, feldspatice). În ultimul caz, ele pot fi modelate de șiroire, alunecări superficiale. Dacă nisipul nu conține liant el este afectat de creeping sau spulberat de vânt. Apele din precipitațiile atmosferice se infiltrează repede în masa nisipurilor, pătrunzând până la stratele de roci impermeabile. De aceea modelarea reliefului se face într-o măsură mică prin intermediul apelor curgătoare. 
Aspectele cele mai variate și tipice ale reliefului nisipos se întâlnesc în regiunile cu climat arid și semiarid, și în special în cadrul regiunilor deșertice, care oferă cele mai favorabile condiții pentru dezvoltarea acestei morfologii. A doua categorie de regiuni cu relief nisipos o constituie zonele de țărmuri marine și lacustre, în lungul cărora se dezvoltă o plajă. Urmează câmpiile acumulative, văile largi ale marilor râuri, cât și unele zone unde nisipurile au fost scoase la zi de eroziunea apelor curgătoare. 
În România cele mai frecvente orizonturi de nisipuri apar în Oltenia, Câmpia Vestică, lunca Dunării, litoralul Mării Negre.

### Forme de relief pe nisip
Pe nisip se dezvoltă un relief, în general instabil, cu linii șterse sau estompate, forme plate, cu pante mult reduse. Unde există nisipuri pure și deci permeabile, apar văi seci, care numai în cazul căderii de precipitații atmosferice foarte bogate, prezintă apa în albiile lor. Dacă fundul văilor atinge, datorită adâncirii râurilor o rocă impermeabilă atunci reținerea apei în albii este de durată sau chiar permanentă. În profil transversal văile sunt foarte lărgite, versanții lini având poalele înecate cu material nisipos alunecat din părțile superioare. Profilele longitudinale ale văilor nu prezintă rupturi de pantă decât în cazul când se intersectează și alte roci mai rezistente (gresii, marne). 
În nisipuri apar concrețiuni cu formă sferică, denumite trovanți, iar popular balatruci, dimensiunile lor ajungând la peste 1m în diametru, având o rezistență destul de mare, asemănătoare cu cea a gresiilor. Se găsesc în Dealul Feleacului – Cluj, la Costești – Vâlcea. 
Nisipurile cuarțoase curate, prin mobilitatea lor mare permit alunecarea particulelor unele peste altele, creepingul fiind în acest caz un proces de modelare principal. Pentru nisipurile argiloase procesele care le modelează sunt solifluxiunea și șiroirea. Când nisipurile cuprind în amestec și pietrișuri, prin acțiunea șiroirii se formează piramide de pământ sau piramide coafate. 
O trăsătură morfologică a nisipurilor o creează și dunele, tipice pentru regiunile deșertice, unde vântul este agentul modelator de bază. Dunele mai sunt prezente și în diferite părți ale Globului, în lungul marilor râuri, pe țărmurile mărilor și lacurilor, acolo unde sunt nisipuri în stare de mobilitate sau există o vegetație săracă, specifică stepelor bântuite de vânturi. 
Pe nisipuri se formează periodic o structură cu aspect ondulatoriu, constituită din creste paralele și regulat distanțate. Aceste forme, denumite ripple-marks, se întâlnesc pe nisipurile plajelor și în deșerturi; apar datorită acțiunii unui curent de aer sau de apă. Se pot distinge ripple-marks-uri asimetrice (produse de curenții cu viteză și direcție oscilantă) și simetrice (curenții au viteză și direcții constante).

## Relieful dezvoltat pe loess
Loessul constituie o rocă detritică, alcătuită din particule foarte fine, cu dimensiuni de ordinul zecimilor și sutimilor de milimetru, prezentându-se în stare uscată sub aspectul unei roci prăfoase, ușor cimentată, cu structură afânată. Datorită culorii sale brun-roscată-galbuie, loessul a primit denumirea și de pământ galben. 
Termenul de loess sau löss este german (löse), în traducere explicativă însemnând material sfărâmicios și afânat, care se desface ușor. Mineralogic este alcătuit din cuarț, argilă, calcar. În masa lui se afla goluri verticale denumite cornevine, considerate urme ale rădăcinilor plantelor ierboase . 
Este o formațiune specifică pliocenului, cu origine controversată: 
- eoliană (prin acțiunea vântului, care transportă praful fin până la distanțe mari)
- deluvială (acțiunea apelor curgătoare, care au rol important în transportarea și acumularea lui)
- pedologică sau eluvială (datorită prefacerilor pe care le suferă o scoarță de alterare de tip eluvial, de pe cumpenele de ape și versanții cu înclinări mici)
- fluvio-glaciară (din acumulările fluvio-glaciare de la periferia calotelor de gheață, unde au acționat intens apele provenite din topirea ghețarilor)
Ținând seama de geneza diversificată, loessul se clasifică în următoarele tipuri: 
- eolian, existent în general de-a lungul văilor, pe terase și pe versanți 
- aluvial situat în cadrul văilor propriu-zise și pe unele terase mai vechi
- fluvio-glaciar situat în zonele marilor câmpii deltaice și fluvio-glaciare
- deluvial existent în regiuni de câmpii piemontane, câmpii joase, depresiuni, văi mult lărgite
- proluvial întâlnit în perimetrul conurilor de dejecție
- eluvial pe sectoarele cumpenelor de ape, suprafețele și versanții cu înclinare slabă
Aproape fiecare din tipurile genetice de loess prezintă caractere proprii, care pot fi puse în evidență pe baza analizelor complexe (mineralogice, granulometrice), aceste trăsături specifice fiind rezultatul condițiilor distincte în care a avut loc formarea lor, dar și prefacerilor suferite ulterior depunerii. Din acest punct de vedere, se disting: 
- loessul primar sau propriu-zis
- loessul secundar - prezintă aceeași structură și alcătuire fizico-mecanică ca și loessul tipic, deosebirea constând în gradul de stratificare și în faptul că este mai puțin omogen în privința alcătuirii litologice; de asemenea conține numeroase forme fosile și în special moluște de apă dulce
- loessul remaniat (restratificat)
- loessul degradat sau levigat rezultă din alterarea părții lui superioare, datorită proceselor de solificare, și în mod deosebit dizolvării carbonaților; are o culoare galben-rosiatică din cauza oxidării fierului sau negricioasă, datorită humusului provenit din levigarea solului de deasupra; se caracterizează prin conținut mai ridicat de argilă, plasticitate mai mare și porozitate mai redusă; 
- 1. depozitele loessoide nu reprezintă un loess propriu-zis tipic, ci materiale mult asemănătoare acestuia, bogat carbonatate, conținând particule fine, prăfoase, de elemente argiloase, argila nisipoasă loessoidă și nisip loessoid, fosile de apă dulce și resturi de vegetație;

- 2. lehmurile sunt depozite care au rezultat prin dizolvarea carbonatului de calciu și îmbogățirea în oxizi de fier;

- 3. luturile loessoide constituie depozite stratificate aluviale sau lacustre, cu un bogat conținut de nisipuri;

Din datele prezentate se constată ca loessul trebuie considerat ca o rocă a cărei transformare se desfășoară continuu și rapid, atât pe cale fizică unde participă intens și procesele de sufoziune și tasare, cât și pe cale chimică, biologică. Porozitatea și structura prăfoasă sunt caracteristice pentru aproape toate tipurile de loessuri și depozite loessoide, acestea făcându-l să fie foarte rezistent în fata eroziunii. Loessul absoarbe apa cu multă ușurință, circulația acesteia fiind favorizată de marea densitate a canalelor și porilor. 
De la cele trei elemente componente de bază ale sale, cuarț, argilă, calcar, loessul a împrumutat anumite însușiri, care sunt deosebit de importante pentru geneza și evoluția formelor de relief. 
Astfel cuarțul, prezent sub forma de nisip, contribuie la ridicarea gradului de permeabilitate. 
Argila prin absorbție de apă, mărește volumul rocii, reduce spațiile capilare și permeabilitatea, cimentează ușor loessul și îl face să reziste la eroziune. 
Cel de al treilea element, CO3Ca îi dă loessului o accentuată solubilitate, dizolvările produse creând spații libere în rocă. 
Pentru geneza și evoluția reliefului dezvoltat pe loess, prezintă importanță în mod deosebit două procese – sufoziunea și tasarea. În România loessul și depozitele loessoide se întâlnesc în Câmpia Română, Dobrogea, Câmpia de Vest.

### Forme de relief peloess
Relieful dezvoltat pe loess prezintă forme destul de variate, dar de dimensiuni reduse și puțin rezistente în timp. Apele curgătoare se adâncesc repede, săpând văi strâmte și adânci de tipul cheilor, ai căror versanți se prăbușesc și se surpă vertical. Asemenea văi se întâlnesc frecvent în China, iar la noi în Dobrogea. Desprinderea verticală sub formă de felii a loessului este o caracteristică distinctă pentru morfologie, ca de altfel și prăbușirea în trepte. Aceste prăbușiri apar nu numai în cadrul versanților văii, ci și în cadrul interfluviilor și pe fruntea câmpurilor, acolo unde se deschid râpe. Sufoziunea și tasarea sunt cauze principale ale producerii treptelor de prăbușire. 
Procese:sufoziune si tasare
Circulația lesnicioasă a apei în loess, determina levigarea și deplasarea CO3Ca către baza rocii, mai umedă și mai puțin permeabilă, favorizând apariția unor concrețiuni calcaroase denumite păpuși de loess sau broboane. 
Ca rezultat al sufoziunii urmată de tasare, pe loess iau naștere mici excavații închise având contururi circulare sau ovale denumite crovuri sau găvane. Aceste forme sunt frecvente pe interfluviile acoperite cu loess din Câmpia Română, Dobrogea și Banat. Lărgirea și adâncirea continuă a crovurilor și găvanelor, conduce cu timpul la formarea unor spații depresionare de dimensiuni mari, denumite padine. În cadrul lor se stabilesc așezări, pâlcuri de pădure și o vegetație ierboasă mai abundentă, fiind asemănătoare unor mici „oaze” pe întinsul zonelor de stepă. 
Procesul de sufoziune creează la suprafață o pâlnie de sufoziune, continuată adânc cu un canal vertical, îngust, care străbate depozitul de loess pe toată grosimea lui. Datorită îngemănării pâlniilor se formează râpe de sufoziune, delimitate de versanți abrupți, închise la cele două extremități. Către obârșiile lor, râpele de sufoziune au legături prin hrube subterane cu alte pâlnii de sufoziune. 
În loess și depozite loessoide, din cauza umectării intense, se pot produce unele alunecări superficiale, mai ales atunci când apa de infiltrație se oprește în baza loessului, unde întâlnește o rocă impermeabilă. 
Datorită șiroirii pe versanții de loess cu o structură mai compactă, se pot forma piramide sau coloane. Aceste forme, fiind destul de fragile, se distrug repede, în special după ploile abundente și intense, cât și în urma topirii zăpezilor.

## Relieful carstic
Totalitatea proceselor legate de circulația apei în roci solubile (calcar, dolomit, gips, sare) și formele de relief la care dau naștere (de suprafață și de adâncime) conturează noțiunea de carst. Acesta a fost studiat inițial în Podișul Karst din Slovenia, termenul de karst indicând piatra sau stanca de calcar și fenomenele grefate pe ea. 

### Procesele și condițiile dezvoltăriicarstului
Apariția și dezvoltarea carstului sunt condiționate de trei procese principale: coroziunea (dizolvarea sau disoluția) apare ca proces principal, datorându-se apei și bioxidului de carbon; eroziunea, prin scurgerea laminară sau turbulentă (evorsiune, turbionare, marmitaj) și alterarea biochimică ce degajă acizi (azotic, sulfuric, fulvic). 
În ceea ce privește condițiile de carstificare, ele sunt de mai multe categorii. 
a) Condiții litologo-structurale includ: existența unor roci carstificabile (calcar, dolomite, cretă, gips, sare); solubilitatea rocii; puritatea, grosimea și gradul de tectonizare al rocilor; structura; prezența sau absența unor formațiuni detritice acoperitoare. 
b) Condiții hidrologice se refera la sursele care pot furniza apa, CO2 și diferiți acizi (apele ascendente, atmosfera, procesele biochimice, descompunerea resturilor organice). Apele ținuturilor reci conțin mult CO2, fiind de 4 ori mai agresive decât cele din zona temperată. Totuși în zonele temperată, mediteraneeană, precum și cele subtropicală și tropicală umede carstul se dezvoltă intens. Aici litiera prin descompunere generează diferiți acizi care accelerează efectul coroziv. 
c) Condițiile morfologice facilitează sau diminuează intensitatea carstificarii prin: declivitatea pantelor, densitatea fragmentării, energia reliefului, expoziția versanților. 
d) Condițiile climatice, fitogeografice și omul constituie alte grupe de factori care influențează carstificarea. 
Izvoarele carstice sunt alimentate din: precipitații, cursuri autohtone și alohtone, apă acumulată în golurile carstice. După specificul alimentării și funcționarii, se grupează în: efemere, periodice și permanente. 
a)Izvoarele efemere (ocazionale) functionează după ploi sau după topirea zăpezii și sunt caracteristice carstului superficial.
b)Izvoarele periodice (cu sifonaj, intermitente) se caracterizează prin erupții ale apei și se subîmpart în: izbucuri și estavele. 
- izbucurile au la baza principiul sifonajului. În golurile carstice se acumulează apă până la un anumit nivel (de evacuare); de la acesta izvorul prezintă scurgere până când apa atinge nivelul de oprire, în golul carstic pătrunzând aer; se întâlnesc la Călugări (lângă Vașcău), Bujor (Munții Apuseni) și Bigar (Munții Banatului). 
- estavelele funcționează alternativ ca ponor (când apa este puțină, apele de suprafață se scurg prin fisuri în subteran) și ca izbuc, când apa este multă și debușează pe orificiul fostului ponor, la suprafață, sub formă de izvor. La noi sunt cunoscute estavelele Ponoare (Podișul Mehedinți) și Țarina (Podișul Vașcăului). 
c)Izvoarele permanente sunt legate de zona de profunzime. În cadrul lor se disting: 
- izvoarele voclusiene sunt ascendente și cu debit bogat, ca Vaucluse din Franța, ce generează râul Sorg; 
- izvoare submarine, alimentate din râuri ce pornesc din regiunile muntoase și care debușează sub nivelul mării; sunt larg răspândite pe țărmul adriatic, în Peloponez și Argolida (Grecia); prezența lor schimbă culoarea și compoziția apei și produc bolboroseli; 
- morile de mare sunt tipice pentru țărmul dalmatic, în insule din Marea Egee. Apele dulci, ascendente, utilizând liniile de fisurare, antrenează și pe cele marine care pătrund aici pe principiul atracției în goluri, și amestecate ies la zi, sau ceva sub nivelul mării, sub forma de vârtejuri de mare presiune, ca ape salmastre.

## Exocarstul
Pe suprafața terenurilor calcaroase, îndeosebi atunci când sunt lipsite de o cuvertură de sol și vegetație, pot fi întâlnite numeroase forme, începând cu cele mai mici, cu aspect de rigole sau caneluri și terminând cu depresiuni întinse de ordinul kilometrilor pătrați. 
a)Lapiezurile sunt forme carstice elementare cu aspect de șănțulețe (brazde) sau microdepresiuni (găuri) rezultate în urma coroziunii calcarului de către apa încărcată cu CO2 și cu alți acizi (humici, de regulă). Dimensiunile lor sunt de ordinul centimetrilor și decimetrilor. În mod obișnuit sunt grupate și intersectate între ele formând „câmpuri de lapiezuri”. Astfel de câmpuri apar în Munții Vâlcan, Mehedinți, Aninei, Locvei, Bihorului, Pădurea Craiului. 
b)Dolinele sunt forme depresionare cu aspect circular sau oval, cu diametrul de ordinul metrilor și zecilor de metri și adâncimi de 2-4 – 50 m; sunt formate prin procese de dizolvare și/sau prăbușire în masa unor roci carstice; au fundul legat de un aven sau horn (comunicând cu rețeaua carstică subterană) sau umplut cu depozite coluviale argiloase (terra rossa în unele cazuri). 
Fundul lor plat este acoperit cu argile de decalcificare. În dolinele în care materialele care pavează fundul sunt impermeabile se formează lacuri permanente sau temporare (Iezerul Ighiel din Munții Trascău; Tăul lui Ghib din Munții Codru Moma). 
Dacă sunt puțin adâncite, cu versanții estompați se numesc doline-farfurii; când canalul de drenare a apei este evident se numesc pâlnii carstice. Spre deosebire de primele, care apar îndeosebi datorită coroziunii superficiale, la secundele se conjugă procesele de coroziune cu cele de eroziune și tasare. Dolinele de prăbușire sau microavenele apar prin intervenția în plus a proceselor gravitaționale; acestea au pereții abrupți. 
Cele mai mari doline din carstul romanesc se găsesc în Munții Mehedinți: Crovu Madvedului (diametrul 1000m, adâncimea 170m) și Crovu Mare (diametru 500m și adâncimea 150m). 
c) „Orgile” geologice reprezintă „goluri” carstice de formă conică sau cilindrică, rezultate în urma lărgirii prin eroziune-coroziune, a liniilor rupturale sau a suprafețelor de stratificație. Aceste „goluri”, după formare se umplu cu materiale necoezive, din scoarța de alterare sau cuvertura de sol. De regulă, nu au reflectare în relief, fiind distinse numai în cadrul aflorimentelor. Diametrul lor este de câțiva metri. 
d)Uvalele sunt forme depresionare, ovale sau circulare, cu dimensiuni de zeci și sute de metri, formate din unirea mai multor doline. La cele puțin evoluate fundul este vălurit; la cele evoluate este neted, trecerea spre versanți făcându-se prin trene proluviale sau de grohotiș. În cadrul lor pot debușa izvoare, pot funcționa estavele. În România se întâlnesc în Munții Apuseni, Munții Mehedinți și Munții Banatului. 
e)Poliile reprezintă formele depresionare cele mai evoluate și pot fi: alungite, rotunde, ovale sau neregulate; dimensiunile variază de la câteva sute de metri la câțiva zeci de km; sunt delimitate de versanți abrupți, având un fund plat, acoperit de aluviuni, în care s-au adâncit organisme fluviatile a căror apă dispare în ponoare (unele polii pot adăposti și lacuri). În România sunt cunoscute poliile Poiana Albă din Munții Curmăturii, Beletina din Munții Mehedinți. La contactul calcarului cu alte roci s-a format polia Zatonul din Podișul Mehedinți. 
Din punct de vedere genetic sunt distinse 5 tipuri principale: 
- 1. polii tectonice – dezvoltate pe sinclinale, grabene sau sisteme de linii rupturale;

- 2. polii de sufoziune - care se dezvoltă prin evacuarea fizico-chimică a calcarului, de obicei tectonizat;

- 3. polii rezultate prin îngemănarea uvalelor sau a dolinelor mari – au aspect lobat; sunt mai mici ca celelalte și au fundul vălurit;

4. poliile de prăbușire – care apar prin prăbușirea tavanului unor peșteri; 
5. polii cu origine complexă; 
f)Avenele sunt niște puțuri, de diferite dimensiuni, care comunică în partea inferioară cu o peșteră sau o galerie subterană. După geneză se diferențiază avene : de coroziune și eroziune, tectonice și de prăbușire. Au adâncimi foarte mari: Izvorul Taușoarelor (415m), Avenul din Stanul Foncii (325m). 
g)Văile și râurile carstice După lungimea văilor și stadiul de evoluție se pot distinge următoarele tipuri de văi în carst: oarbe, chei, defilee și canioane. Văile oarbe se termină spre avale, la baza unui abrupt, după care se continuă cu un sistem de galerii polietajate. Deasupra acestora se pot observa trepte antitetice. Cheile sunt văi înguste, adânci, cu fundul integral acoperit de apă. Ex: Cheile Râmneților (Munții Trascău), Cheile Nerei, Cheile Bicazului. Când sunt mai largi și mai alungite se numesc defilee. În cadrul lor apar sectoare de luncă și terase înguste (defileul Dunării, Oltului). Canioanele sunt văi adânci, cu versanți terasați cu umeri litologici sau trepte structurale (canionul Colorado). Cursurile alohtone ca și cele autohtone, când traversează o zonă carstică, pot pierde parțial sau integral apa; iau naștere văile seci sau aproape seci – sohodolurile. Pe ele, de regulă apa se scurge numai în timpul averselor sau al topirii zăpezilor (exemplu: văile Sohodol – afluent al Tismanei, Runcu – Oltenia de nord; Roșia – Munții Apuseni). De asemenea în cazul formarii cheilor prin prăbușiri pot rămâne poduri naturale și arcade. Podurile naturale (Ponoare din Podișul Mehedinți) se dezvoltă de-a lungul văilor, iar arcadele (cele din cheile Hasdatelor) apar pe fostele galerii.

## Endocarstul
Endocarstul este o formă carstică de adâncime. Ajunse pe diferite căi în interiorul masivelor calcaroase, apele exercită o triplă actiune asupra rocilor carstificabile: eroziune-coroziune, transport și depunere-concreționare. 
Peșterile sunt cavități naturale de dimensiuni relativ mari. 
După existența și circulația apei există: peșteri cu apă (râuri, lacuri); mixte (cu și fără apă); receptoare (care dețin sub formă de lacuri, apa primită prin percolație); debitoare (care evacuează apa primită); receptoare-debitoare (care primesc și cedează apa). 
După poziția gurii peșterii față de restul cavitații se disting peșteri: descendente, ascendente și orizontale. 
După temperatura aerului din ele, pot fi întâlnite peșteri: calde (cele ascendente) și reci (cele descendente). 
După căile de comunicație cu exteriorul există peșteri: cu o gură, cu două guri (cu dublă aerație) și cu mai multe guri (poliaerate). 
În cadrul tuturor peșterilor se dezvoltă diferite forme endocarstice. Genetic și evolutiv distingem trei grupe principale: de eroziune și coroziune; de precipitare chimică și acumulare și erozivo-acumulative sau mixte. 
Formele de eroziune și coroziune rezultă în urma antagonismului permanent dintre rocă și apă, materializat prin sculptarea primeia. Apar astfel galeriile, coridoarele și diverticolele. În cadrul galeriilor se dezvoltă porțiuni lărgite denumite săli. Scurgerea turbulentă sculptează excavații circulare sau ovale denumite marmite de fund, respectiv, laterale. Nivelele de marmitaj se extind sub forma unor terase în rocă. Pe pereții, tavanul și patul peșterilor pot fi întâlnite lapiezuri, forme concoidale (lingurițele și farfurioarele turbionare), striuri de frecare. 
Formele de precipitare chimică și acumulare dau o gamă deosebit de complexă și de variată; cea mai mare parte se datorează acumulării calciului și aragonitului. 
Formele de tavan. La baza rupturilor fine apar țevișoare albe, ce gravitează pe tavan, denumite stilotite („macaroane” sau „stalactite pai”); evoluția lor duce la apariția unor forme conice, cu sifon denumite stalactite. Stalactitele cu desfășurare înclinată, datorită curenților de aer care au influențat direcția precipitării se numesc anemolite. Tot pe tavan mai pot apărea depuneri de calcit sub forma unor mici creste, denumite filonete din calcit- sunt de culoare albă și apar ca niște vinișoare pe fondul cenușiu al calcarelor. Tot pe tavan se formează draperii- formațiuni calcaroase, formate pe linia unor fracturi; pot atinge dimensiuni de ordinul metrilor; micromorfologia sub forma de văluri îi este caracteristică. 
Formele de perete (parietale) îmbracă aspecte felurite. Se disting: vălurile – scurgeri alcătuite din calciu alb, pur sau calcit și argila iluvială roșcată sau din aragonit. Ele se unesc cu formele conice ce cresc pe podea (stalagmitele), generând coloane văl. Partea periferică a vălurilor poate prezenta mici cupe (cu cristale albe din calcit) denumite odontolite. 
Formele de podea, între care cea mai obișnuită este stalagmita, cu aspect conic, lipsită de sifon, dezvoltată sub o stalactită. Îngroșarea și alungirea stalagmitei dă domul stalagmitic sau stalgnatul. 
Cu timpul stalactitele și stalagmitele se unesc formând coloane. 
În România se cunosc peste 8000 de peșteri. Cele mai lungi peșteri din țară sunt: Peștera Vântului din Munții Pădurea Craiului (31.338m), urmată de Peștera Topolnița din Podișul Mehedinți (20.500m).